# آنفو

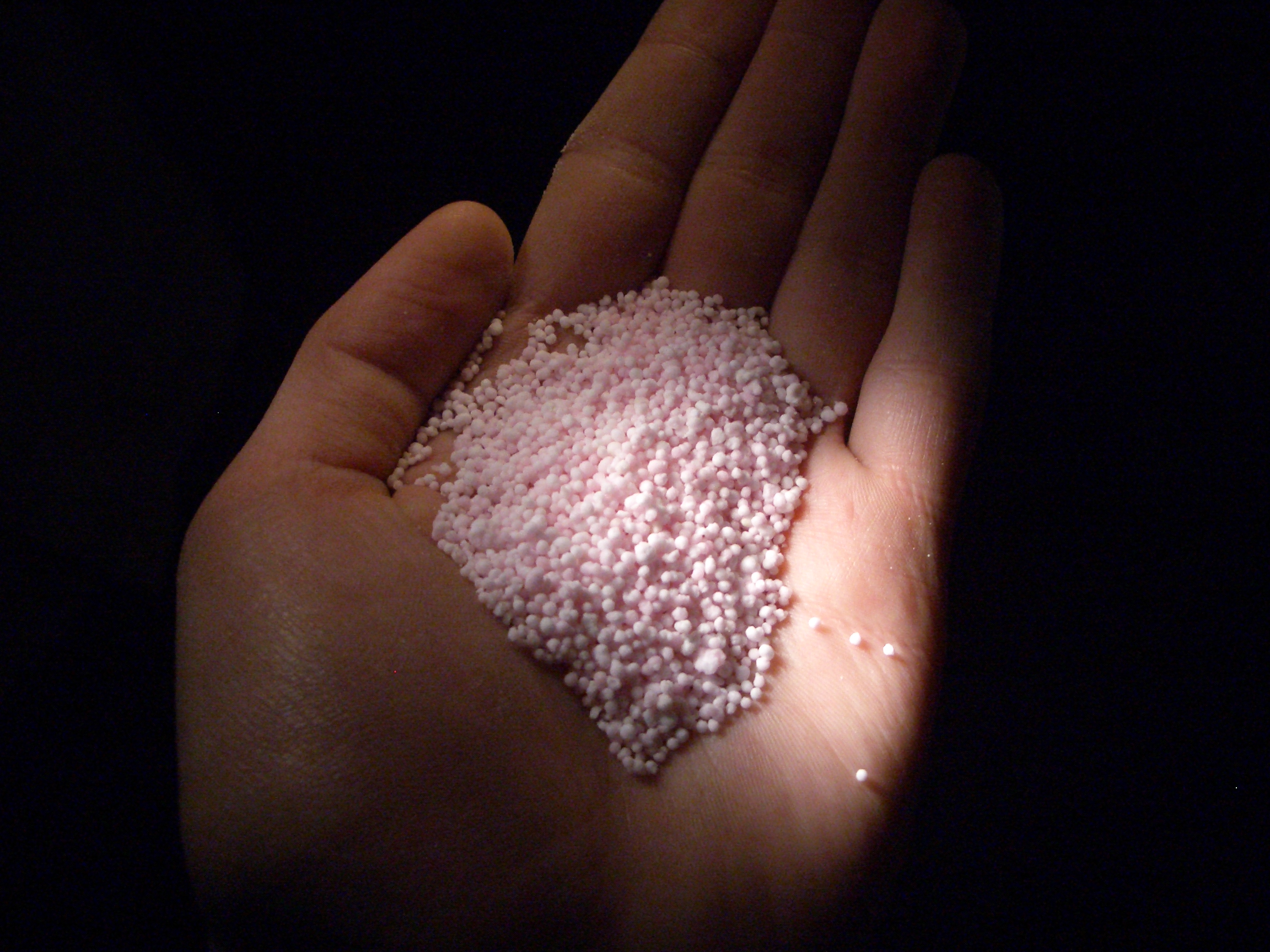
دانه‌های آمونیوم نیترات مورد استفاده در ساخت آنفو برای انفجار در یک معدن پتاس

آنفو (به انگلیسی: ANFO)، نوعی ماده منفجره قدرتمند است. این ماده منفجره، از مخلوط کردن آمونیوم نیترات (NH4NO3) با بنزین یا نفت یا گازوئیل به‌دست می‌آید. افزودن پودر آلومینیوم باعث افزایش قدرت انفجاری آن می‌شود. آنفو پایداری زیادی در جهت نگهداری طولانی دارد. این ماده منفجره در معادن روباز استفاده می‌شود.
آمونیوم نیترات خالص نیز خود یک ماده منفجره است؛ اما به دلیل کم بودن حساسیت، با آن مخلوط آنفو می‌سازند تا بر حساسیت آن افزوده شود.
استفاده از آمونیوم نیترات خالص به عنوان ماده منفجره مشکل است زیرا حساسیت آن پایین است و مقدار کمی آب آن را غیرفعال می‌کند.

## طرز ساخت
برای ساخت آنفو، آمونیوم نیترات (به صورت پودر یا قرص) باید به نسبت ۹۴٬۵ درصد به ۵٬۵ درصد با بنزین یا نفت ترکیب شود. مقدار بیشتر بنزین یا نفت باعث ضعیف‌تر شدن ماده و تولید دود بیشتر می‌شود. برای ساخت بمب با آنفو، چاشنی در کنار آنفو قرار داده می‌شود و بعد از وارد شدن ضربه، بمب منفجر می‌شود. 

### چاشنی
برای منفجر کردن آنفو، باید از چاشنی‌های قدرتمندی مانند پنتااریترول تترا نیترات یا پانتریت (PETN) با فرمول شیمیایی C5H8N4O12 استفاده کرد تا بر اثر انفجار چاشنی، آنفو هم منفجر شود. پانتریت حساسیت بسیار بالایی در برابر ضربه دارد و برای کم کردن حساسیت آن، مقداری پارافین مایع به آن اضافه می‌کنند.
از سایر چاشنی‌های قدرتمند و حساس به ضربه هم می‌توان استفاده کرد‌.

## احتیاط
- مجاورت آمونیوم نیترات با فلز مس می‌تواند باعث انفجار شود.
- هنگام استفاده و حمل چاشنی، باید مراقب بود تا ضربه ناخواسته‌ای به چاشنی وارد نشود زیرا منجر به انفجار قدرتمندی خواهد شد.
- پودر آلومینیوم قابل انفجار است و هنگام استفاده از آن باید احتیاط کرد.

## حوادث
انفجار Oppau در المان ۱۹۲۱
فاجعه شهر تگزاس سیتی، تگزاس ۱۹۴۷
فاجعه ریونگچون در کره شمالی ۲۰۰۴
انفجار شرکت کود غربی در غرب تگزاس ۲۰۱۳
انفجارهای ۲۰۱۵ تیانجین
انفجار ۲۰۲۰ بیروت، لبنان